# Descanso en la huida a Egipto

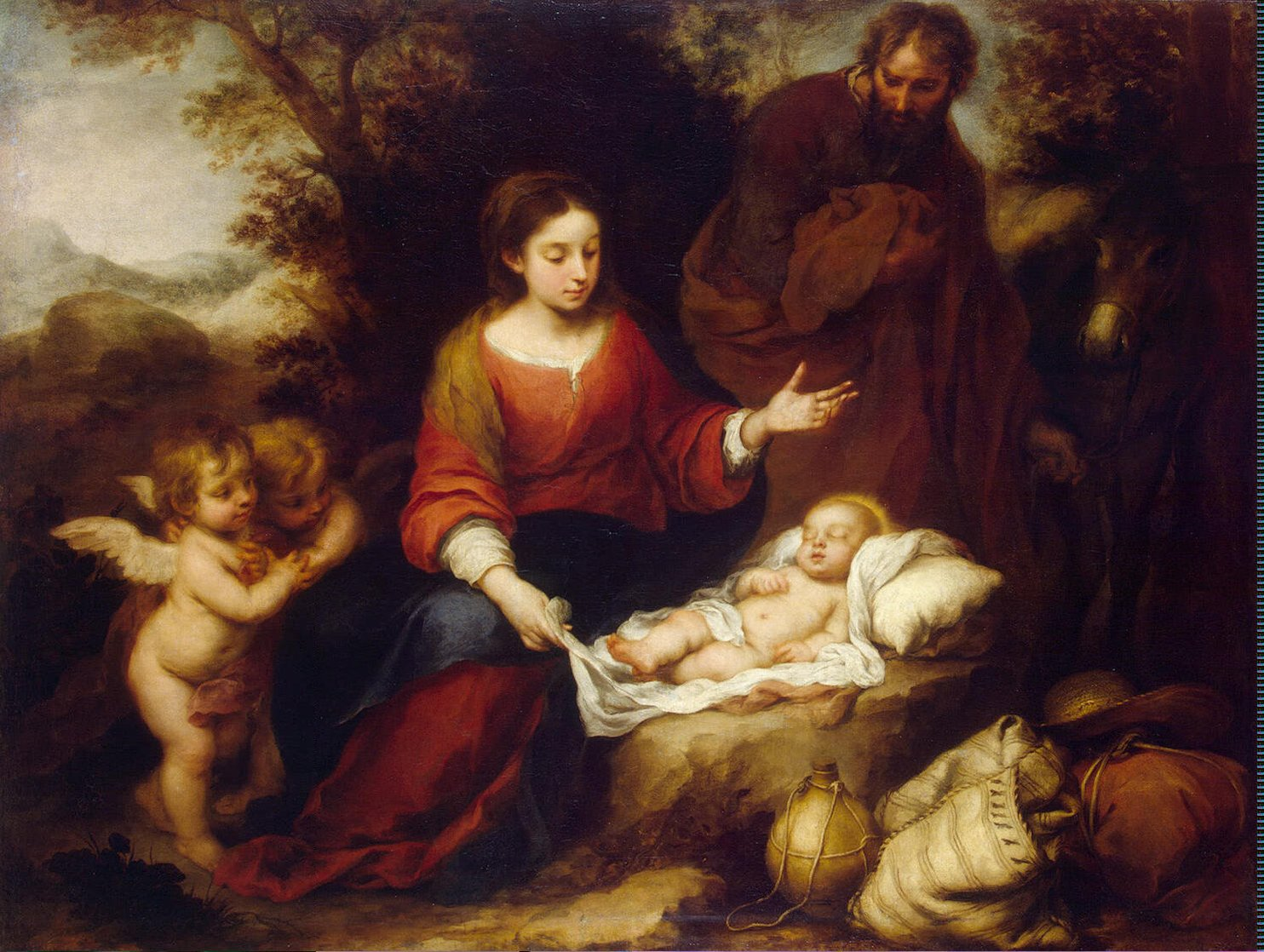
El Descanso en la huida a Egipto, pintado por Bartolomé Esteban Murillo en 1667. Conservado en museo del Hermitage, en San Petersburgo

El Descanso en la huida a Egipto es un tema en el arte cristiano que muestra a María, José y el niño Jesús en una parada o alto durante su huida a Egipto. La iconografía es muy variada, aunque abundan las representaciones de los viajeros en un paisaje a partir del siglo xvi, así como del episodio de la palmera datilera vareada por José para alimentar al niño y las escenas de amamantamiento.
El motivo, apenas comentado en el Nuevo Testamento, comienza a representarse con frecuencia a partir de la segunda mitad del siglo xiv, quizá asociado al referido pasaje bíblico de la "leyenda de la palmera" (que en la evolución iconográfica será sustituida por diversos árboles, en especial los frutales). La pintura considerada más antigua forma parte del gran retablo de 24 paneles, en la catedral de Grabow, atribuido al Maestro Bertram, pintor localizado en la zona de Hamburgo hacia 1379. Hasta 1500, se datan otras representaciones similares, localizadas siempre al norte de los Alpes, y supuestamente pintadas para capillas de ricos comerciantes o funcionarios.

## Evolución de la iconografía

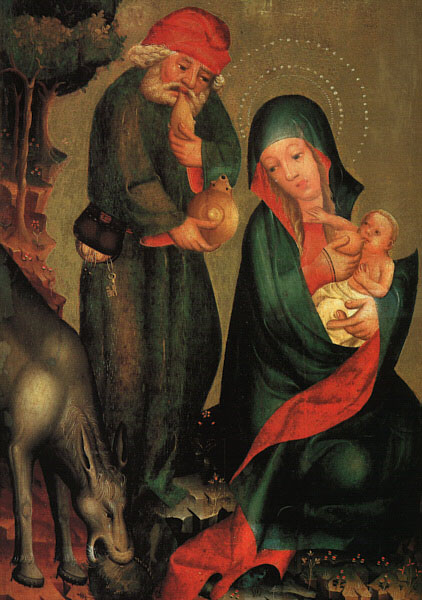
Versión atribuida al Maestro Bertram, datada hacia 1379 y conservada en un panel del retablo de Grabow, considerada la más antigua representación del tema en pintura al óleo.

La fuente literaria, el Nuevo Testamento (Mateo 2:14), solo dice de la huida y refiriéndose a José y su sueño, que «Cuando se levantó, tomó por la noche al niño y a su madre, y partió a Egipto». El relato fue luego adornado en varios primitivos apócrifos del Nuevo Testamento, que agregaron varios incidentes legendarios y detalles casi domésticos. Los relatos tardomedievales del episodio continuaron añadiendo detalles, en particular el Vita Christi de Ludolfo de Sajonia, concluido hacia 1374, pocos años antes de la época en que se documenta la primera representación pictórica del Descanso, que curiosamente incluía una descripción de la lactancia de María al Niño, como luego aparece representada en el retablo del Maestro Bertram conservado en Grabow. Ludolfo también cuenta que durante el viaje del grupo que en la hagiografía se conoce como la Sagrada Familia pasa «a través de bosques oscuros y deshabitados, y por rutas muy largas pasando por lugares ásperos y desiertos a Egipto».
Tras el concilio de Trento en 1545, la minuciosa política revisionista emprendida por la iglesia católica con la Contrarreforma, llegaría a desaprobar varios pasajes de la Huida aparecidos en las biblias no oficiales, entre ellos el “milagro de la palmera”, el "milagro del trigo" y la “caída de las estatuas paganas", motivos que por más realistas aparecerán con frecuencia desde ese momento en muchas de las representaciones y que tuvieron especial desarrollo entre los artistas de los países de la órbita luterana y calvinista. Algunos de estos detalles aparecen en el referido panel incluido en el retablo de Grabow: el niño amamantado, el burro bebiendo de un arroyo, José ofreciendo una cantimplora a María que, vestida con manto azul forrado de rojo gira hacia él la cabeza inclinada en un primitivo «contrapposto». El conjunto sirvió durante siglos a un modelo habitual en las representaciones del descanso en la huida a Egipto.

### El modelo flamenco

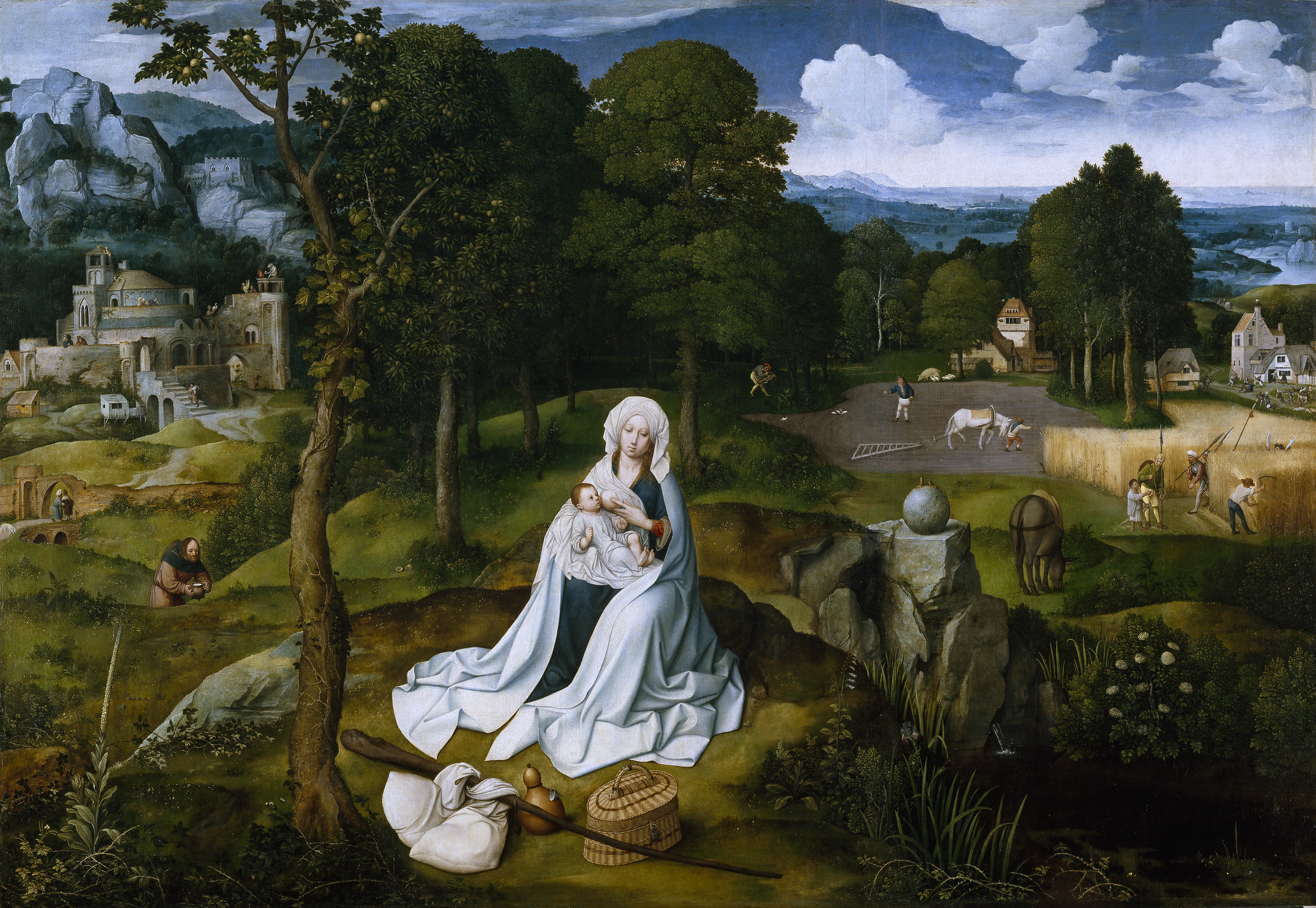
Uno de los paisajes de la parada en la huida, obra de Joachim Patinir (hacia 1520), en el museo del Prado.

La escena y el escenario varían sustancialmente según la concepción de los pintores primitivos flamencos, artífices de una copiosa producción en las décadas alrededor de 1500. Aunque los protagonistas son los mismos, María y su hijo pasan a primer plano y quedan dominando la composición, mientras José y el burro aparecen más alejados, a veces de forma anecdótica como un detalle más del paisaje, o incluso desaparecen de la escena, que se presenta a menudo como una variante de la Virgen de la Humildad. Algunos autores apuntan que la representación de José vareando árboles para recolectar sus frutos pudo tener su origen iconográfico en libros iluminados de miniaturistas centroeuropeos, como el calendario agrícola en los libros de horas.
Además de los importantes precedentes de los iluminadores de manuscritos franco-flamencos (como los hermanos Limbourg) y su continuidad en artistas como Simon Bening y los maestros de las guildas de pintores de los Países Bajos, fueron talleres especialmente productivos de este motivo los de Gerard David, Joos van Cleve o Adriaen Isenbrandt.
Pero la auténtica revolución en la representación tanto de la Huida como del episodio del Descanso, la realizó un flamenco con vocación de pintor de paisajes, Joachim Patinir, que consigue componer perspectivas tan insólitas e ingenuas como fantasmagóricas. Reducidos los tres protagonistas a la mínima expresión, a su alrededor y a media o larga distancia, distribuidos sobre un paisaje compuesto por perspectivas en fuga, Patinir pinta motivos bíblicos asociados como el de la matanza de los Inocentes (que había provocado la huida), o los ya mencionados del ‘milagro de los campos de trigo’, o la ‘caída de los ídolos paganos’, con imaginativas representaciones del templo y sus dioses con cabeza de rata. Como una concesión pastoril ajena al drama, el burro aparece pastando a lo lejos, mientras José está recogiendo leña o trayendo agua, o entregado a la recolecta de alimentos por los más variados métodos.

### El grupo centroeuropeo
Es importante recoger la influencia que en varios modelos del pasaje de la parada en el viaje a Egipto dejaron algunos grabadores como Martin Schongauer (ya antes de 1491) y su versión del ‘milagro de la palmera’ (que luego se pintaría en muy diversas versiones y durante varios siglo en toda Europa, con modelos tan extendidos y copiados a su vez como el de Correggio en su Madonna della Scodella); o la similar del propio Alberto Durero (en una serie de xilografías dedicadas a la vida de la Virgen). En ese ámbito pangermánico pueden situarse las subjetivas versiones manieristas de Lucas Cranach el Viejo y Albrecht Altdorfer.

### Del barroco al clasicismo

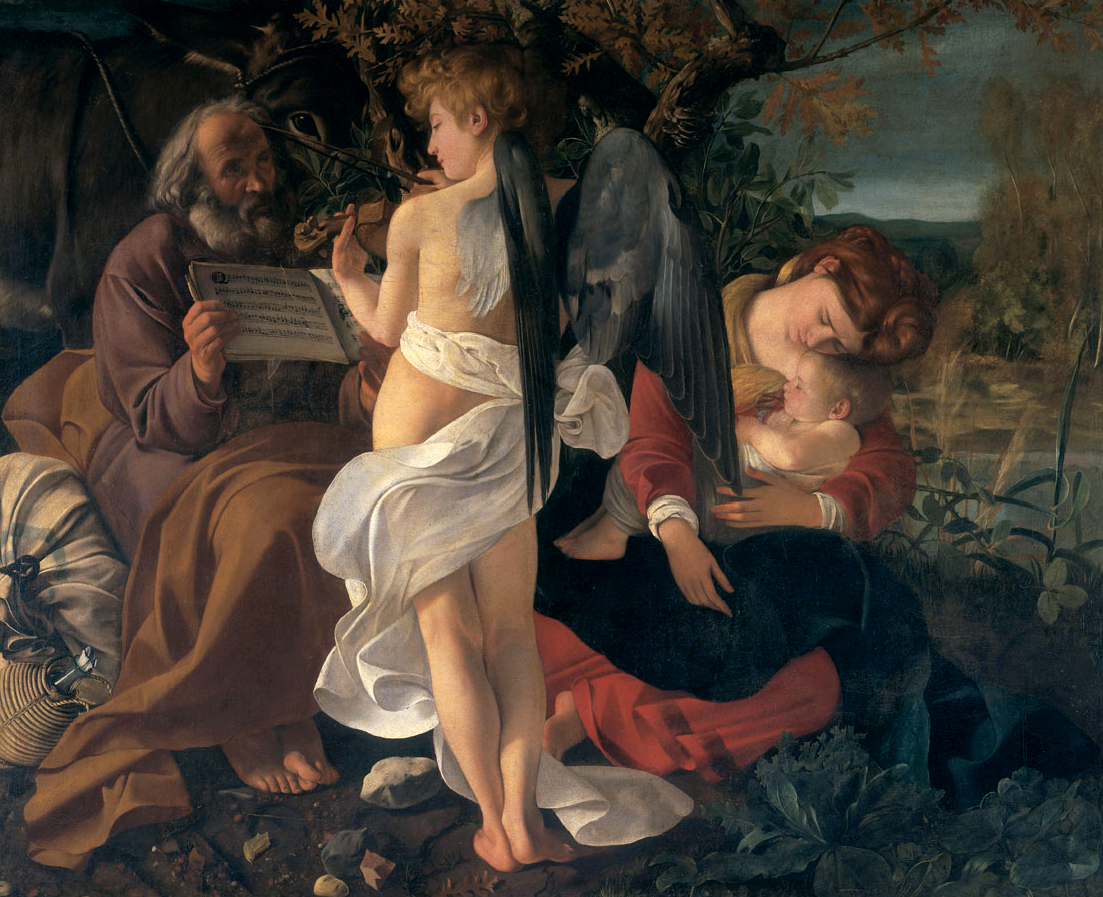
Claroscuro y manierismo se funden en la versión de Caravaggio, hacia 1597, en la Galería Doria Pamphili de Roma.

Además de las numerosas y variopintas versiones del modelo paisajístico de Patinir o su círculo, a lo largo del siglo xvii se pintó este motivo en serie; entre los talleres más prolíficos deben citarse los de Jan Brueghel el Viejo y Jan Brueghel el Joven, ayudados por varios colaboradores, y en Italia a Simone Cantarini. Se alternan los modelos italianos –con la familia en primer plano formando un grupo piramidal de figuras y a menudo flanqueada por ángeles–, y las versiones con paisajes frondosos.
Capítulo aparte dedican los críticos a la versión de Caravaggio; en ella José, sentado, sostiene la partitura para un ángel que da la espalda al espectador tocando una viola, mientras María y el niño se han quedado dormidos. Interesante también es la versión de  Rembrandt que en varios dibujos y pinturas representa momentos de la Huida y el Descanso, siempre nocturnas, tomando muy en consideración uno de los pocos datos que da el relato evangélico, que huyeron "por la noche"; una variante que repetirán varios de sus seguidores. Al parecer Rembrandt pudo conocer el modelo inspirador de Adam Elsheimer a través de un grabado.

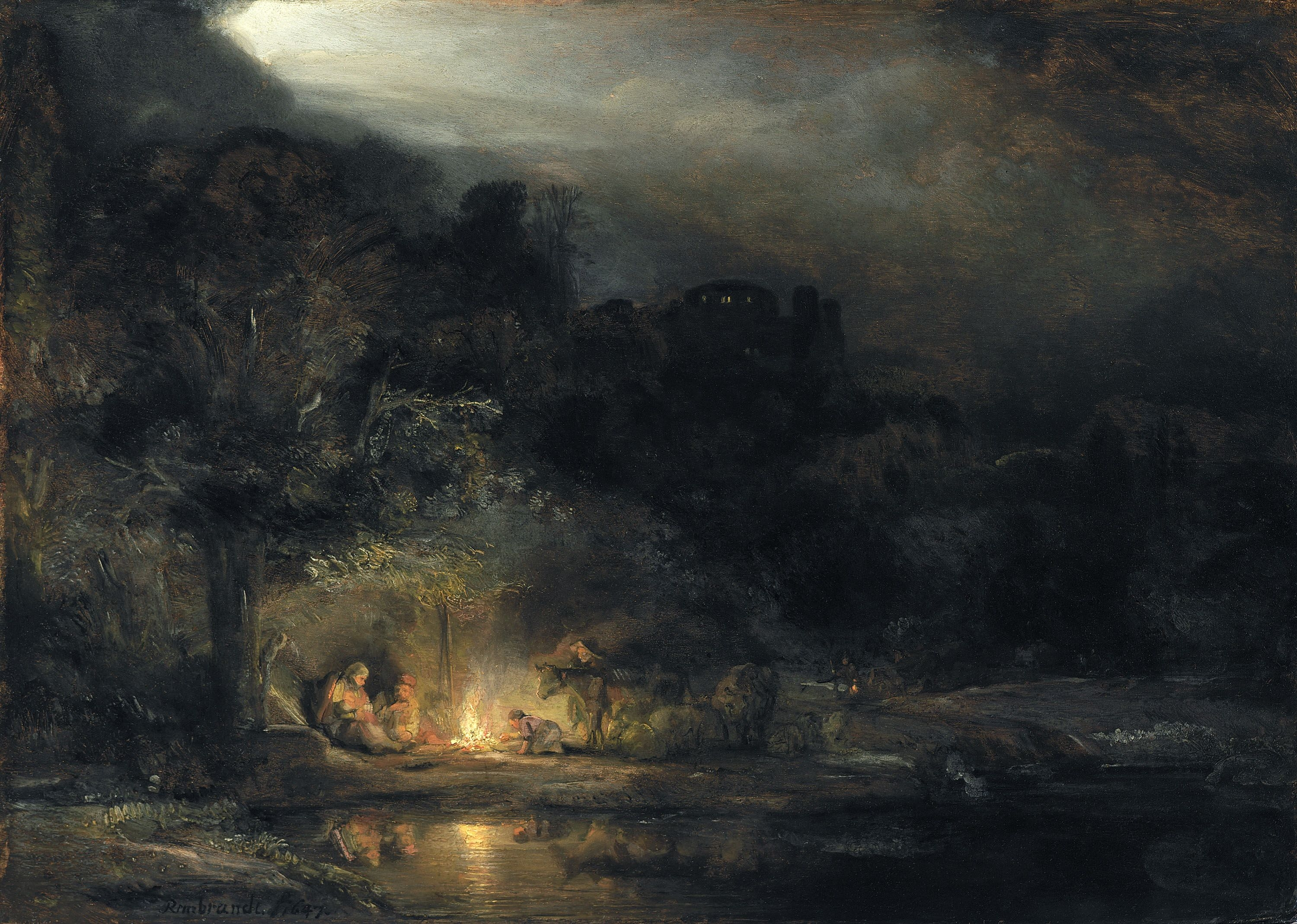
Una de las representaciones nocturnas que Rembrandt pintó del episodio, hacia 1647, en Galería Nacional de Irlanda.

Otros pintores holandeses, como Abraham Bloemaert (Descanso de 1634, en el Rijksmuseum), y Aert de Gelder (hacia 1690, en Boston), hicieron representaciones domésticas de la parada. Los pintores paisajistas de la facción más radical, por su parte, llegan a minimizar o disimular la presencia de los sagrados protagonistas o incluir en el grupo a un joven Juan el Bautista, mezclando pasajes de un exilio que según La leyenda dorada duró siete años.
Con el siglo xviii las representaciones del tema se pueblan de ruinas clásicas, y la disposición de las figuras, sobre todo entre los pintores franceses –como Poussin– queda estructurada casi teatralmente. Más tarde, con el siglo xix el motivo del descanso se mezcla con estudios casi arqueológicos de la arquitectura del Antiguo Egipto y los paisajes se llenan de pirámides. Otra tendencia, casi opuesta, en su esencia romántica –como la de Philipp Otto Runge– sitúa el incidente en «escenarios paradisíacos exuberantes, sintetizando la ortodoxia cristiana con el misticismo romántico y su propia cosmología personal».
Sometido a las personales obsesiones del pintor o de la escuela en la que militase, el tema del Descanso en la huida a Egipto seguiría pintándose a lo largo del siglo xx y el inicio del xxi, sin nada notable que aportar.

## Tipología según el medio

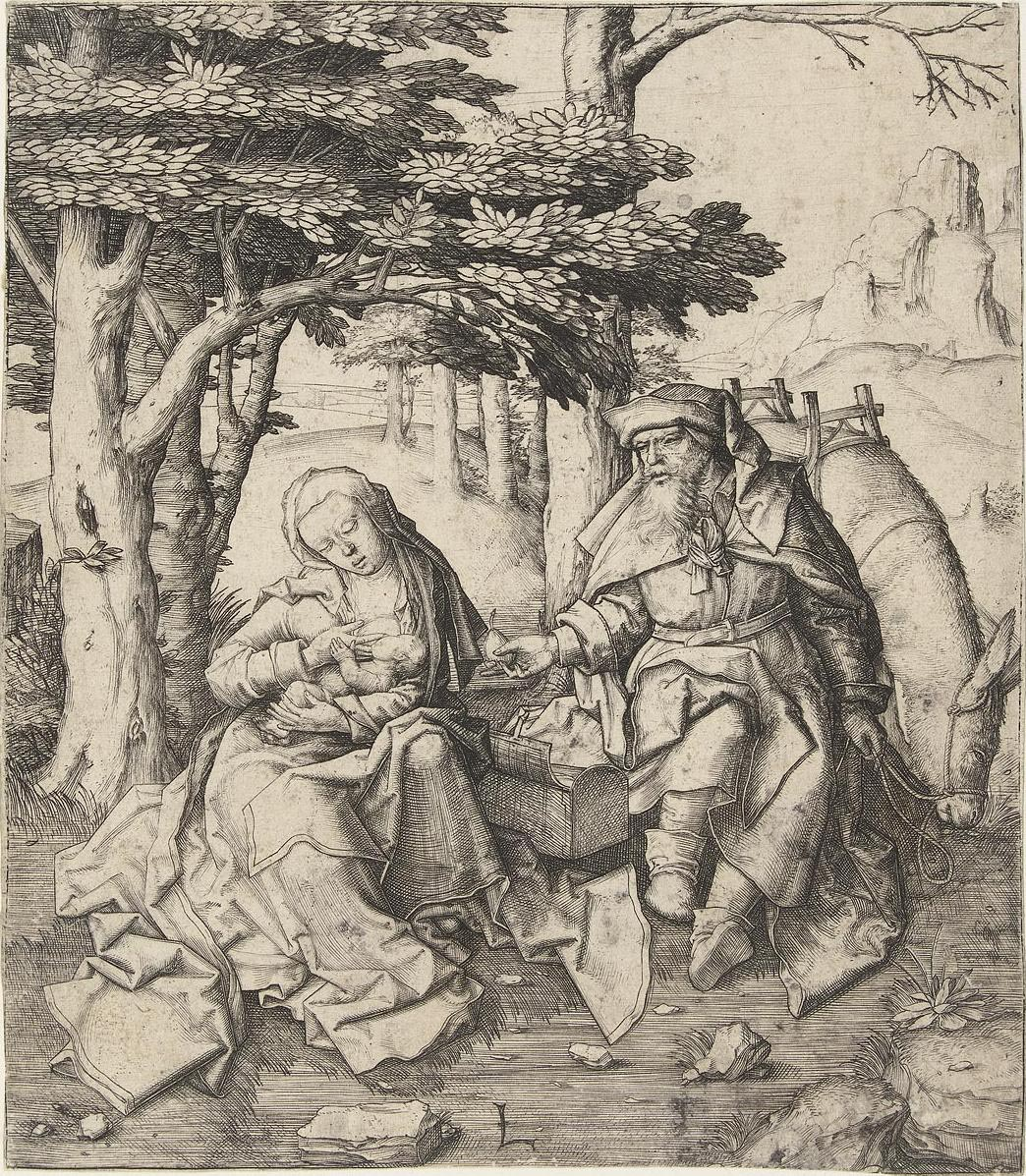
Grabado de Lucas de Leiden hacia 1506.
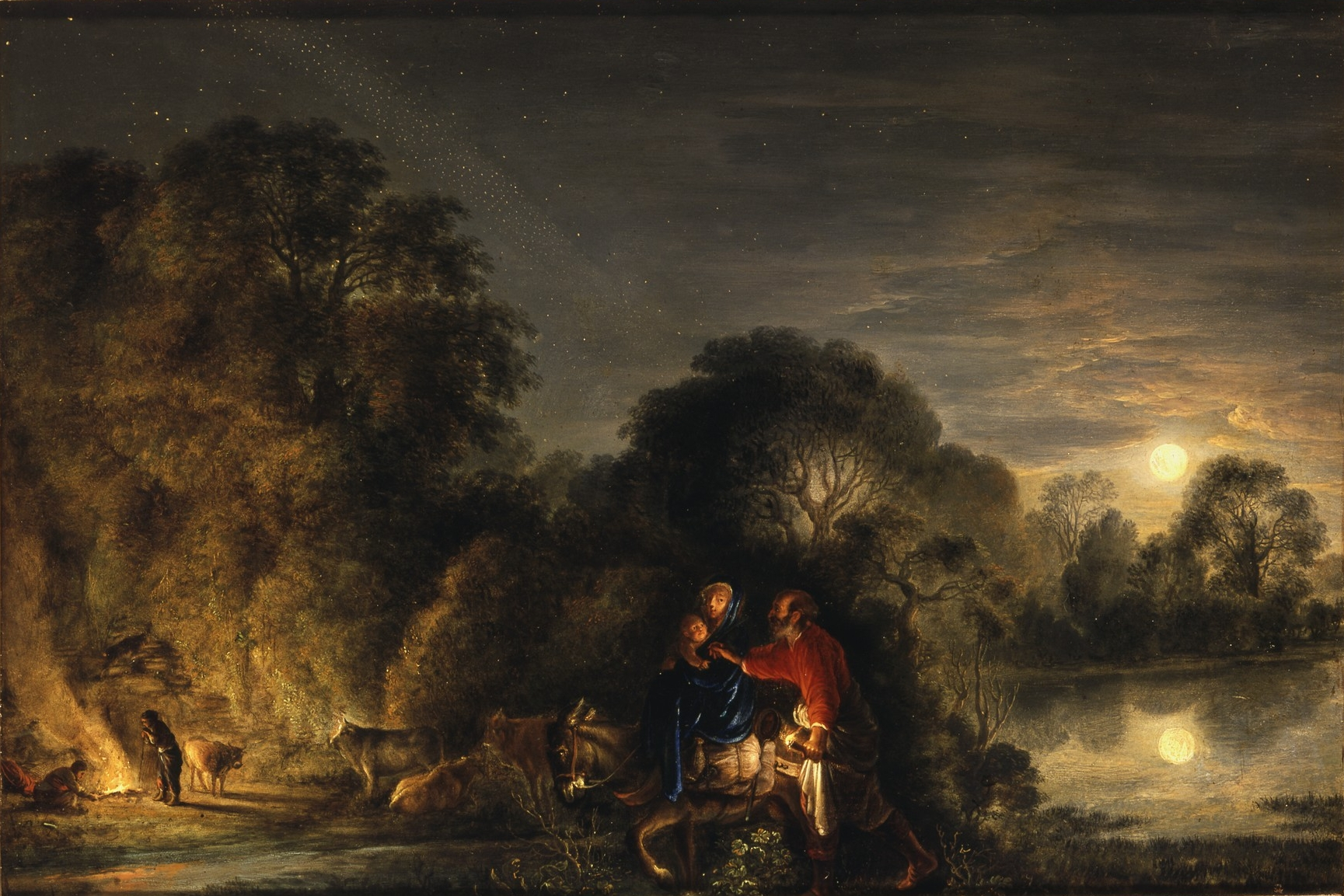
Versión nocturna de Elsheimer (óleo, hacia 1600).
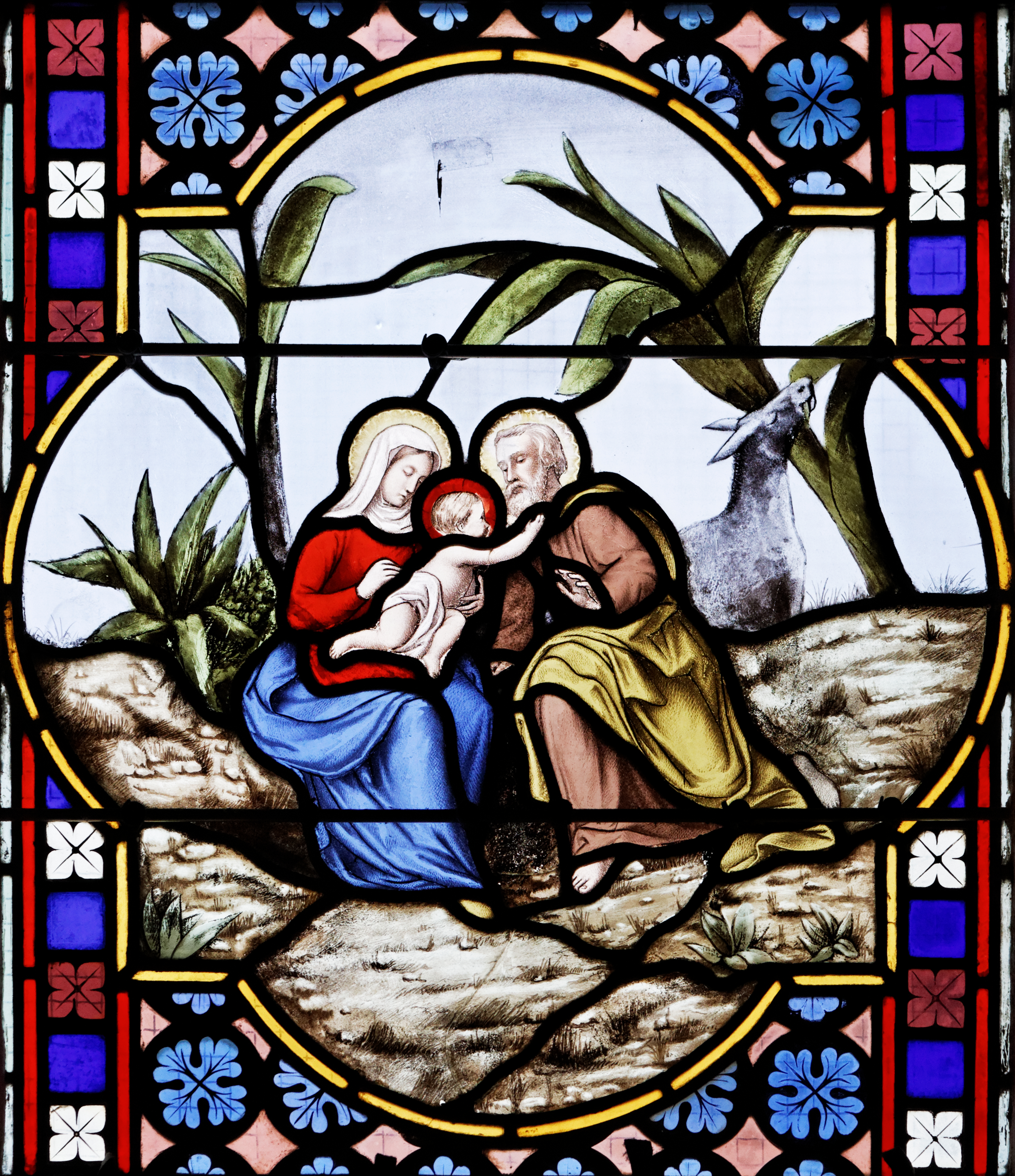
Vidriera en la catedral de San Corentin, en Quimper (Francia).
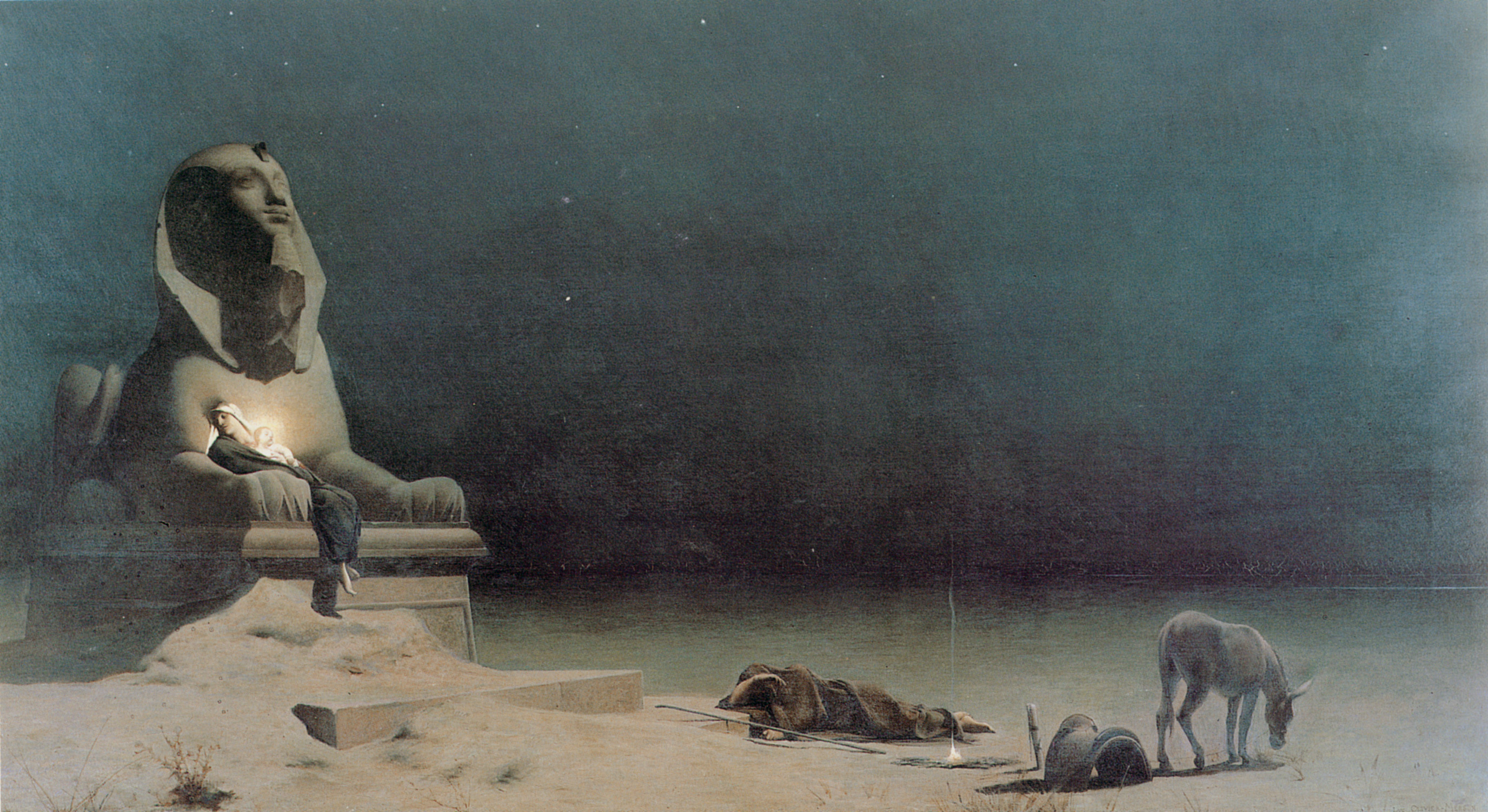
Versión de Luc-Olivier Merson (óleo de 1880).